# 극일파
극일파(克日派, over-Japanese group)는 극일 정신을 추종하는 세력을 뜻한다.

## 개념
과거 피해의식의 산물인 항일(抗日)이나 승일(勝日)을 넘어선 극일(克日)의 기회로 극일은 싸워서 이기는 개념이 아니라 정신적, 경제적 그리고 사회문화적으로 진정으로 일본을 앞서는 상위 개념으로 보기도 한다.

## 역사
전두환 정부 당시 과거는 잊고 새롭게 일본보다 나은 나라를 만들자는 목표 아래 반일(反日)이라는 감정 대신에 극일(克日)이라는 감정을 내걸어 놓았다. 이는 반일과 상하 관계에 해당하는 뜻의 단어가 아니고, 일본에 반대한다는 반일과 달리 반일과 친일 여부가 없이 일본을 이기자는 뜻이었다. 1987년에 창립된 극일운동시민연합도 있었지만 극일파로 지칭할 단체는 없었다.

## 같이 보기
- 친일파
- 부일배

## 참고 문헌
- 「종교전쟁」, 과학과 종교의 미래, 장대익, 신재식 저, 사이언스북스(2009년, 461p)